# Mægling
Mægling (eller mediation) er en proces hvori to eller flere parter i en konflikt, ved hjælp af en upartisk tredjepart (mægleren), forsøger at indgå en konsensusbaseret løsning på konflikten. Mægling kan komme til udtryk på adskillelige måder. Et eksempel på brugen af mægling i Danmark, er den juridiske bindende retsmægling. Mægling er desuden at finde på mange arbejdspladser og på skoler.

## Værdigrundlag
I bogen Konflikt og Kontakt – om at forstå og håndtere konflikter beskriver Else Hammerich og Kirsten Frydensberg de værdier som mægling bygger på som:
"* En forståelse for konflikter som livsvilkår. Konflikter er hverken gode eller dårlige. Hvorvidt de er konstruktive eller destruktive afhænger af måden, de bliver mødt på.
* En tillid til, at parterne bedst ved, hvad der er godt for dem. Dvs. at de ses som "eksperter på deres eget liv".
* En accept af, at der er flere virkeligheder.
* At dialog er ønskelig i enhver konflikt og midlet til at nå målet.
* En tillid til, at det er muligt at nå frem til gensidigt tilfredstillende løsninger, hvis parterne vil og endelig,
* At individualitet og relation hænger sammen."[Konflikt og Kontakt – om at forstå og håndtere konflikter, s. 126]

## Processen
Der findes et utal af aktører i Danmark der udfører mægling, og lige så mange metoder, dog er der nogle nøgleord der går igen; frivillighed, fortrolighed og neutralitet (hos mægler).
En måde et mæglingsforløb kan afvikles på findes på Center for Konfliktløsnings hjemmeside og involverer seks trin eller faser;
1. Åbning er mæglers mulighed for at sikre sig at begge parter deltager frivilligt i mæglingen og ved hvad det involverer. Desuden er det en mulighed for at aftale "spillereglerne" ved denne mægling, for eksempel, at alt hvad der bliver sagt til mæglingen er fortroligt med mindre andet aftales.
2. Parternes redegørelse er begge parters mulighed for at fortælle deres opfattelse af hvad der er sket i konflikten. Mægleren kan her hjælpe med at udfolde fortællingen så både fakta, følelser og behov står klart.
3. Fælles forståelse for konflikten indebærer at mægler sammenfatter det som parterne finder vigtigt for konflikten og afgrænser problematikken. Mægler har til opgave, at finde ud af hvad parterne er enige, og uenige om. Efter denne proces vil der fremstå nogle temaer hvoraf nogle vil være til forhandling og andre vil kræve yderligere dialog.
4. Brainstorm arbejder videre på de temaer der blev fundet ved den udarbejdningen af en fælles forståelse for konflikten parterne i mellem. Under brainstormen er det parternes opgave at komme med løsningsforslag, både realistiske og urealistiske. Det handler om at åbne parterne til kreativ tænkning om konflikten.
5. Parterne forhandler om løsninger der tilgodeser begge parters behov. Hvilke er realistiske og kan arbejdes videre med.
6. Aftaleformulering er formuleringen og indgåelsen af den endelige aftale, inklusiv eventuelle opfølgende møder for at tjekke at det holder.[2]

En mægling kan vare flere timer og det hænder at det er nødvendigt med flere mæglingsmøder for at finde frem til en acceptabel løsning for begge parter.

## Brugen i Danmark
I Danmark bliver mægling brugt i tre typer af institutionaliseret mægling; retsmægling, konfliktråd og statsforvaltningen.

### Retsmægling
Retsmægling vil sige, at en sag, der normalt ville blive ført og afgjort ved en domstol, i stedet bliver afgjort ved mægling mellem parterne og enhver opnået aftale vil være juridisk bindende, som var der afsagt dom ved domstolen.

### Konfliktråd
Konfliktråd er en national ordning, der blev landsdækkende 1. januar 2010. Ordningen er udsprunget af to forsøgsordninger løbende henholdsvis 1994-1996 og 1998-2010. I følge konfliktrådets hjemmeside er konfliktråd 
"et møde mellem forurettede og gerningsmanden. Det er frivilligt for begge parter at deltage i mødet, der finder sted med en uvildig tredjeperson (en mægler) som mødeleder. Konfliktråd træder ikke i stedet for straf, men er et supplement til straf."
I justitsministeriets betænkning om konfliktrådet fremgår det at
"Konfliktråd skulle gerne medvirke til, at forurettede får bearbejdet den vrede og angst, som den kriminelle handling har medført, og være med til at give forurettede en følelse af større tryghed i dagligdagen. Samtidig indebærer konfliktråd, at gerningsmanden i direkte kontakt med forurettede må påtage sig ansvar for handlingen, og konfliktråd kan således medvirke til at øge gerningsmandens ansvarlighed for fremtidige handlinger."
Konfliktrådet er forankret hos politiet, hvorfor det er betjente, der visiterer sager til konfliktrådet og det koordinatorerne for de enkelte politikredse er ansatte hos politiet.

### Statsforvaltningen
Statsforvaltningen mægler i sager omhandlende børn og forældremyndighed. 

### Ikke institutionaliserede mæglingsrum
Ud over de institutionaliserede mæglingsrum i Danmark bliver mægling brugt i en lang række sammenhænge, blandt andre:
arbejdspladser, skoler og i boligselskaber

## Aktører i Danmark
Der findes ud over de institutionaliserede mæglingstilbud i Danmark; Retsmægling, Konfliktråd og Statsforvaltningen, en lang række private aktører. Disse aktører spænder over private konsulentvirksomheder til større konsulenthuse som for eksempel Attractor og over socialøkonomiske virksomheder Center for Konfliktløsning  til foreninger der tilbyder gratis mægling (Konfliktmæglerne) .
Center for Konfliktløsning  og Foreningen Mediatoradvokater  arbejder desuden begge for udbredelsen af brugen af mægling som konfliktløsningsmetode.